# 桑克赖尔
桑克赖尔（Sankrail），是印度西孟加拉邦Haora县的一个城镇。总人口25590（2001年）。

## 人口
该地2001年总人口25590人，其中男性13692人，女性11898人；0—6岁人口2977人，其中男1552人，女1425人；识字率64.34%，其中男性为69.08%，女性为58.88%。